# Gaël Morel
Pour les articles homonymes, voir Morel.
Gaël Morel, né le 25 septembre 1972 à Lacenas (Rhône), est un réalisateur, scénariste et acteur français.

## Biographie
Gaël Morel grandit dans un petit village du Beaujolais dans une famille ouvrière dont le père travaille dans le textile. Membre d'un jury « Jeunes » au Festival de Cannes alors qu'il a 18 ans, il se destine à la mise en scène. Mais André Téchiné lui propose de jouer l'un des rôles principaux des Roseaux sauvages, celui de François, adolescent introverti et tourmenté, entre les fracas de la guerre d'Algérie et la découverte de l'homosexualité, un personnage dans lequel le réalisateur a mis beaucoup de lui-même. On le verra ensuite en étudiant dans Le Plus Bel Âge et Zonzon (1998), mais Gaël Morel décide de se consacrer essentiellement à la réalisation ; il retrouvera d'ailleurs le personnage de François, devenu cinéaste, dans Loin d'André Téchiné.
Très lié aux acteurs qui furent ses partenaires dans Les Roseaux sauvages, Gaël Morel fait de Stéphane Rideau le héros de son premier court métrage, La Vie à rebours (1994) mais aussi de son premier long, À toute vitesse (1996), dans lequel on retrouve aussi Élodie Bouchez. Portrait d'une jeunesse tourmentée, ce film est présenté à Cannes dans la section Cinémas en France. Après un téléfilm réalisé pour Arte, Premières Neiges, il part en Algérie tourner son deuxième opus, Les Chemins de l'oued, réflexion sur le trouble identitaire et les troubles politiques. Il dresse avec Le Clan (2004) un état de la condition masculine moderne. Pour son quatrième long métrage, Après lui, un film sur le deuil présenté à la Quinzaine des réalisateurs en 2007, Morel dirige Catherine Deneuve. En 2008, Arte diffuse son second téléfilm, réalisé en 2007, New Wave, avec Béatrice Dalle et Stéphane Rideau dans un second rôle marquant de professeur de sport.
Le 7 avril 2009, il cosigne une lettre ouverte contre la loi Hadopi.
En janvier 2013 il cosigne un manifeste du Nouvel Observateur en faveur du mariage pour tous, pour ce journal il revient sur son vécu d'homme gay.
En 2011, il fait de nouveau jouer Stéphane Rideau dans Notre paradis, film noir dans lequel apparaît Béatrice Dalle qu'il avait fait déjà jouer dans New Wave. En 2017, il dirige Sandrine Bonnaire dans Prendre le large, drame social sur la condition ouvrière lui rappelant le milieu de son père et traitant de la délocalisation.

## Filmographie

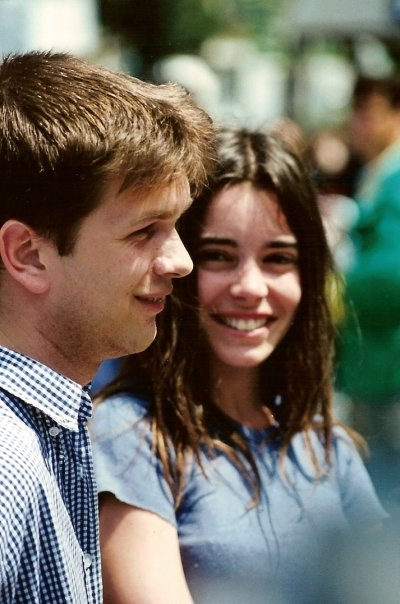
Gaël Morel avec Élodie Bouchez lors de la présentation des Roseaux sauvages à la section Un certain regard du festival de Cannes 1994.

### Acteur
- 1994 : Les Roseaux sauvages d'André Téchiné : François Forestier
- 1995 : Le Plus Bel Âge de Didier Haudepin : Bertrand
- 1998 : Zonzon de Laurent Bouhnik : Grandjean
- 2001 : Loin d'André Téchiné : François
- 2007 : Les Chansons d'amour de Christophe Honoré : un spectateur dans la file d'attente
- 2008 : New Wave de Gaël Morel (téléfilm) : le professeur d'italien

### Scénariste et réalisateur

#### Cinéma
- 1991 : L'Accident (court-métrage)
- 1992 : À corps perdus (court-métrage) avec Blandine Costaz et Gérald Thomassin
- 1994 : La Vie à rebours (court-métrage) avec Stéphane Rideau, Paul Morel, Aurélien Morel
- 1996 : À toute vitesse
- 2002 : Les Chemins de l'oued
- 2004 : Le Clan
- 2007 : Après lui
- 2011 : Notre paradis
- 2017 : Prendre le large
- 2024 : Vivre, mourir, renaître

#### Télévision
- 1999 : Premières Neiges
- 2008 : New Wave
- 2023 : Constance aux enfers
- 2026 : Le Rouge et le Noir

## Publication
- 2008 : New Wave (coécrit avec Ariel Kenig à partir du scénario du film), Flammarion, Paris,  (ISBN 9782081215016)

## Documentaire
- 2010 : De la cage aux roseaux de Alessandro Avellis et Alain Brassart (Il s'agit d'une enquête sur le cinéma français contemporain, du point de vue de l’identité sexuelle avec les témoignages, entre autres, de Gaël Morel, Catherine Corsini, Gérard Lefort, Noël Burch, Olivier Ducastel et Jacques Martineau).
- 2020 : Famille tu me hais